# Хайдезанд

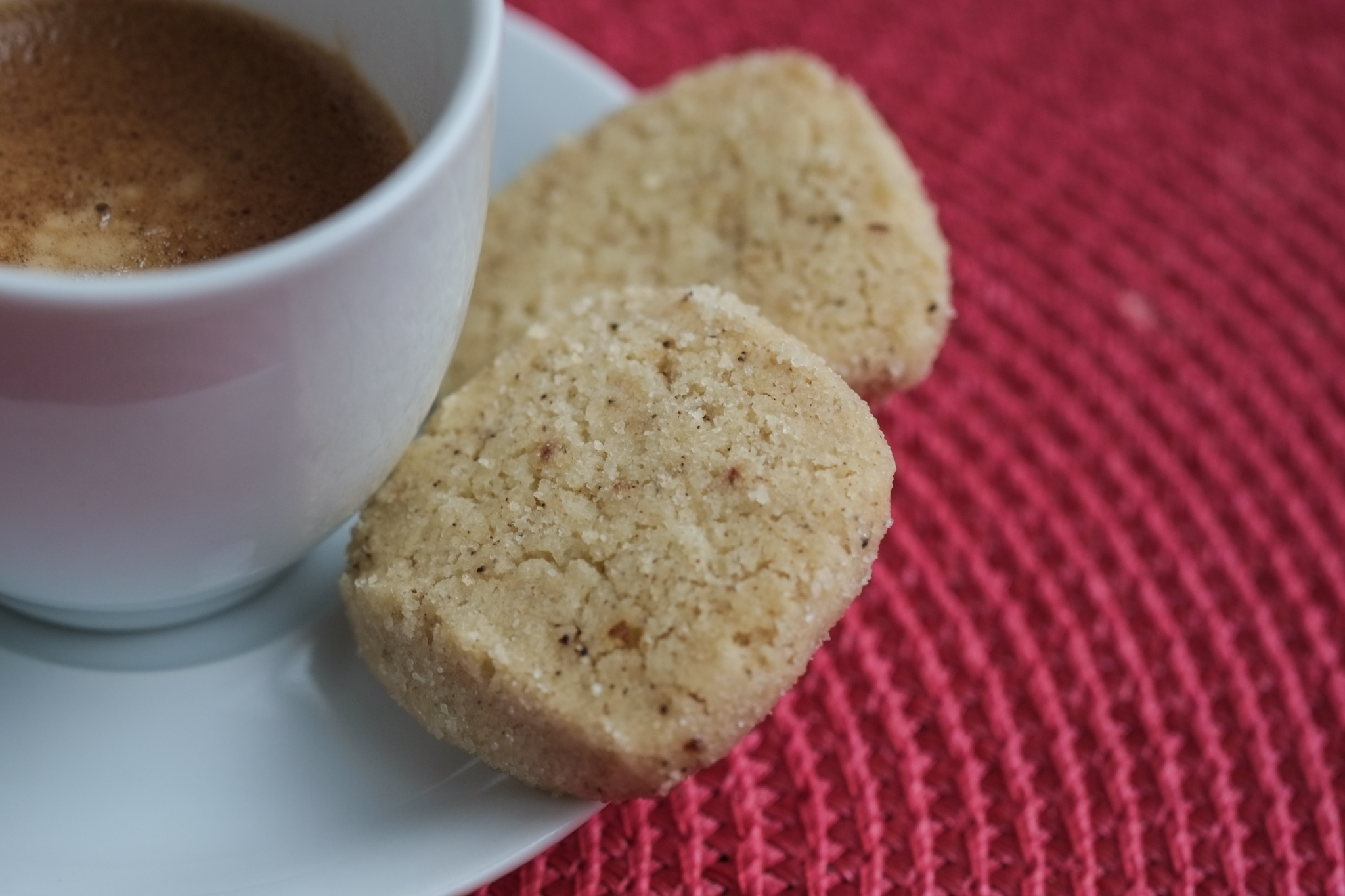
Хайдезанд

Ха́йдезанд (нем. Heidesand — букв. «степной песок») — немецкое ванильное песочное печенье родом из Нижней Саксонии. Название печенья объясняется его внешним видом, как будто из песка. Разновидность плецхенов, его также называют «песочным плецхеном» (нем. Sandplätzchen). Традиционное рождественское угощение в Северной Германии.
Тесто для высококалорийного хайдезанда замешивают на растопленном в кастрюле до коричневатого цвета и остуженном сливочном масле с мукой и сахаром, затем его выдерживают в течение нескольких часов в холоде. Сформированные из теста батончики нарезают ломтиками толщиной в 1 см и выпекают на противне в духовом шкафу до золотистого цвета. Иногда хайдезанд приправляют лимонной цедрой или марципаном.